# Sneltoetsen in Word
Sneltoetsen in Microsoft Office Word zijn toetsencombinaties of functietoetsen die snel toegang geven tot functies die normaal gesproken alleen via menu's te bereiken zijn.
In onderstaande tabel staan de meest voorkomende sneltoetsen die in MS Word kunnen worden gebruikt.
| Sneltoets               | Functie                                                                                                   |
| ----------------------- | --- |
| Ctrl+A                  | Selecteer alles                                                                                           |
| Ctrl+C                  | Selectie kopiëren                                                                                         |
| Ctrl+D                  | Menu ‘Lettertype’ (opmaak, lettertype, et cetera) openen                                                  |
| Ctrl+E                  | Centreren                                                                                                 |
| Ctrl+F                  | Zoeken |
| Ctrl+G                  | Menu ‘Ga naar’ (onderdelen van teksten vinden, bijvoorbeeld bladzijde) openen                             |
| Ctrl+H                  | Zoeken en vervangen                                                                                       |
| Ctrl+I                  | Selectie cursiveren                                                                                       |
| Ctrl+J                  | Volledig uitvullen                                                                                        |
| Ctrl+K                  | De tekst wordt automatisch opgemaakt                                                                      |
| Ctrl+L                  | Links uitvullen                                                                                           |
| Ctrl+M                  | Alinea laten inspringen tot de volgende tabstop                                                           |
| Ctrl+N                  | Selectie vet zetten                                                                                       |
| Ctrl+O                  | Nieuw bestand openen                                                                                      |
| Ctrl+P                  | Afdrukken                                                                                                 |
| Ctrl+Q                  | Direct toegepaste alineaopmaak verwijderen                                                                |
| Ctrl+R                  | Rechts uitvullen                                                                                          |
| Ctrl+S                  | Bestand opslaan onder dezelfde naam                                                                       |
| Ctrl+T                  | Inspringen van de regel: de eerste wordt vooraan de marge geplaatst; de volgende regels springen in       |
| Ctrl+U                  | Selectie onderstrepen                                                                                     |
| Ctrl+V                  | Plakken                                                                                                   |
| Ctrl+W                  | Word afsluiten                                                                                            |
| Ctrl+X                  | Knippen                                                                                                   |
| Ctrl+Y                  | Herhalen                                                                                                  |
| Ctrl+Z                  | Ongedaan maken                                                                                            |
| Ctrl+Spatiebalk         | Alle toegepaste tekenopmaak (zowel direct toegepaste tekenopmaak als toegepaste tekenstijlen) verwijderen |
| Ctrl+↵ Enter            | Pagina-einde                                                                                              |
| Ctrl+home               | Ga naar het begin van het document                                                                        |
| Ctrl+end                | Ga naar het einde van het document                                                                        |
| Ctrl+                   | Superscript                                                                                               |
| Ctrl+=                  | Subscript                                                                                                 |
| Ctrl+← Backspace        | Voorgaande woord of woorddeel verwijderen                                                                 |
| Ctrl+[                  | Letter 1 punt verkleinen                                                                                  |
| Ctrl+]                  | Letter 1 punt vergroten                                                                                   |
| Ctrl+1                  | Regelafstand 1 instellen                                                                                  |
| Ctrl+2                  | Regelafstand 2 instellen                                                                                  |
| Ctrl+5                  | Regelafstand 1,5 instellen                                                                                |
| Ctrl+⇧ Shift+home       | Selecteren tot aan het begin van het document                                                             |
| Ctrl+⇧ Shift+end        | Selecteren tot aan het eind van het document                                                              |
| Ctrl+⇧ Shift+E          | Wijzigingen bijhouden                                                                                     |
| Ctrl+⇧ Shift+C          | Opmaak kopiëren                                                                                           |
| Ctrl+⇧ Shift+V          | Opmaak plakken                                                                                            |
| Ctrl+⇧ Shift+D          | Dubbel onderstrepen                                                                                       |
| Ctrl+⇧ Shift+M          | Inspringen opheffen                                                                                       |
| Ctrl+⇧ Shift+F          | Lettertype                                                                                                |
| Ctrl+⇧ Shift+S          | Opmaakprofiel                                                                                             |
| Ctrl+⇧ Shift+N          | De stijl ‘Standaard’ toepassen (de ingestelde alineaopmaak verwijderen)                                   |
| Ctrl+⇧ Shift+↵ Enter    | Kolomeinde                                                                                                |
| Ctrl+⇧ Shift+Spatiebalk | Vaste spatie (wordt gebruikt om woorden niet te scheiden van elkaar bij het einde van de regel)           |
| Ctrl+⇧ Shift+-          | Vast koppelteken (wordt gebruikt om woorden niet te scheiden bij het einde van de regel)                  |
| Ctrl+Alt+H              | Hyperlink invoegen                                                                                        |
| Ctrl+Alt+G              | Normale weergave                                                                                          |
| Ctrl+Alt+B              | Overzichtsweergave                                                                                        |
| Ctrl+Alt+M              | Opmerking invoegen                                                                                        |
| Alt+⇧ Shift+↑           | Verplaats de geselecteerde alinea naar boven                                                              |
| Alt+⇧ Shift+↓           | Verplaats de geselecteerde alinea naar beneden                                                            |
| Alt+⇧ Shift+←           | Kop 1 |
| Alt+⇧ Shift+→           | Verlaag het niveau van de koppen (bijvoorbeeld van kop 1 naar kop 2)                                      |
| Alt+!                   | Kop 1 weergeven                                                                                           |
| Alt+@                   | Kop 2 weergeven                                                                                           |
| Alt+#                   | Kop 3 weergeven                                                                                           |
| Alt+$                   | Kop 4 weergeven                                                                                           |
| Alt+%                   | Kop 5 weergeven                                                                                           |
| Alt+^                   | Kop 6 weergeven                                                                                           |
| Alt+&                   | Kop 7 weergeven                                                                                           |
| Alt+*                   | Kop 8 weergeven                                                                                           |
| Alt+(                   | Kop 9 weergeven                                                                                           |
| Alt + klikken           | Tekst onderzoeken                                                                                         |
| Alt+⇧ Shift+D           | Datumveld invoegen                                                                                        |
| ↵ Enter                 | Alinea-einde                                                                                              |
| ⇧ Shift+↵ Enter         | Regeleinde                                                                                                |
| F1                      | Helpfunctie                                                                                               |
| F3                      | Autotekst toevoegen (afhankelijk van de versie van Word)                                                  |
| F4                      | De laatste actie/opdracht herhalen                                                                        |
| F5                      | Opent het menu ‘Ga naar’ (vind onderdelen van teksten)                                                    |
| F7                      | Spelling- en grammaticacontrole                                                                           |
| F8                      | Begin selectie                                                                                            |
| F9                      | Velden bijwerken                                                                                          |
| F12                     | Opslaan als (het bestand wordt onder een andere of nieuwe naam opgeslagen)                                |
| Ctrl+F1                 | Taakvenster verbergen/tonen                                                                               |
| Ctrl+F2                 | Afdrukvoorbeeld                                                                                           |
| Alt+F4                  | Word afsluiten                                                                                            |
| Alt+F3                  | Autotekst toevoegen (afhankelijk van de versie van Word)                                                  |
| Alt+F4                  | Hyperlink geschiedenis                                                                                    |
| Alt+F8                  | Macro's                                                                                                   |
| Alt+F9                  | Veldcodes weergeven                                                                                       |
| Alt+F11                 | Visual Basic Editor starten                                                                               |
| ⇧ Shift+F1              | Opmaak weergeven                                                                                          |
| ⇧ Shift+F3              | Selectie wijzigen in hoofdletters / beginhoofdletters / kleine letters                                    |
| ⇧ Shift+F4              | Ga naar en/of zoeken herhalen                                                                             |
| ⇧ Shift+F5              | Keer terug naar de vorige positie (maximaal 3 maal)                                                       |
| ⇧ Shift+F7              | Synoniemenlijst                                                                                           |